# Zhuangta (sockenhuvudort i Kina, Hunan Sheng, lat 29,63, long 110,90)
Zhuangta är en sockenhuvudort i Kina. Den ligger i provinsen Hunan, i den södra delen av landet, omkring 260 kilometer nordväst om provinshuvudstaden Changsha. Antalet invånare är 6 304. Befolkningen består av 2 971 kvinnor och 3 333 män. Barn under 15 år utgör 13,0 %, vuxna 15-64 år 72 %, och äldre över 65 år 13,0 %.
Runt Zhuangta är det ganska tätbefolkat, med 166 invånare per kvadratkilometer. Närmaste större samhälle är Tongjinpu, 11,8 km sydost om Zhuangta. I omgivningarna runt Zhuangta växer huvudsakligen savannskog.
Genomsnittlig årsnederbörd är 1 698 millimeter. Den regnigaste månaden är september, med i genomsnitt 277 mm nederbörd, och den torraste är december, med 17 mm nederbörd.